# 花剑
鈍剑（英語：Foil），又稱作輕劍，是擊劍的一個項目。其餘兩項為佩劍和銳劍，作為一項體育運動，主要發源于法國，國際比賽亦採用法語口令。佩劍則起源於匈牙利，重劍起源于中世紀的騎士重劍（末端保留有鐵護手，且重量較重）。

## 名称
在台灣稱為「鈍劍」，中國大陆於1973年后统一称作「花剑」。鈍劍的法文原名为，是（小花）一词的阳性形式。

## 裝備規格
花劍用劍全长 110cm，重量不超 500 克；劍身長 90cm，橫斷面成矩形（實際上是向劍尖收束的，且帶有象徵性的血槽，中間是劍尖用到的壓力感應裝置的電線）